# Yakuza-Film
Der Yakuza-Film (jap. ヤクザ映画, Yakuza eiga) ist ein Genre des japanischen Films. Yakuza-Filme sind Gangsterfilme, die ähnlich wie Mafiafilme die Aktivitäten einer kriminellen Organisation, der Yakuza, behandeln.

## Ninkyō-Film
Ninkyō eiga, Ritterfilme, sind der erste Typus der Yakuzafilme. Die meisten davon wurden in den 1960er Jahren vom Tōei-Studio produziert. Der kimonotragende Protagonist der Ninkyōs (verkörpert von einem stoischen Ken Takakura) war jeweils als ehrbarer Gesetzloser dargestellt, hin- und hergerissen zwischen den sich widersprechenden Werten giri (Pflicht) und ninjō (persönliche Gefühle).

## Jitsuroku-Film
In den 1970er Jahren kam eine neue Art von Yakuzafilm auf, die jitsuroku eiga („dokumentarisch wahrer Film“). Viele dieser Filme beruhten auf wahren Geschichten oder waren im Dokumentarfilm-Stil aufgenommen worden. Das Genre wurde bekannt durch Kinji Fukasakus wegweisendes Epos Battles Without Honor and Humanity. Dieser Film, der vier Fortsetzungen hat, porträtierte die Mitglieder der Yakuza der Zeit nach dem Pazifikkrieg nicht als ehrwürdige Erben der Samurai, sondern als rücksichtslose verräterische Straßengangster, den Filmstar Bunta Sugawara (oft als Anti-Ken Takakura betrachtet) als höhnischen Ex-Soldaten, der in der Unterwelt des ausgebombten Hiroshimas die Macht an sich reißt.

## Moderner Yakuzafilm
In den 1990er Jahren verloren die Yakuzafilme in Japan an Popularität. Viele heutige Yakuzafilme sind deshalb Low-Budget-Produktionen, die nicht in die Kinos kommen, sondern direkt auf Video erscheinen. Eine Ausnahme waren die existenzialistischen Filme von Takeshi Kitano, die von den Kritikern weltweit Beifall ernteten.

## Bekannte Darsteller
- Noboru Ando
- Akira Kobayashi
- Jō Shishido
- Bunta Sugawara
- Ken Takakura
- Shō Aikawa
- Riki Takeuchi
- Tomisaboru Wakayama

## Filme (Auswahl)
- Tattooed Life (Seijun Suzuki, 1962)
- Pale Flower (Masahiro Shinoda, 1964)
- Tokyo Drifter – Der Mann aus Tokio (Seijun Suzuki, 1966)
- Yakuza’s Law (Teruo Ishii, 1969)
- Battles Without Honor and Humanity (Kinji Fukasaku, 1973)
- Graveyard of Honor (Kinji Fukasaku, 1975)
- Yakuza (Sydney Pollack, 1974)
- Black Rain (Ridley Scott, 1989)
- Minbo (Juzo Itami, 1992)
- Sonatine (Takeshi Kitano, 1993)
- Brother (Takeshi Kitano, 2000)
- Stadt der Gewalt (Derek Yee, 2009)
- Outrage (Takeshi Kitano, 2010)
- Outrage Beyond (Takeshi Kitano, 2012)
- Outrage Coda (Takeshi Kitano, 2017)